# Frauenholz (Schonwald)
Koordinaten: 48° 33′ 22,4″ N, 10° 9′ 36,5″ O
Das Gebiet Frauenholz ist ein mit Verordnung vom 30. Juli 2003 durch die Körperschaftsforstdirektion Tübingen ausgewiesener Schonwald (Schutzgebiet-Nummer 200038) in Baden-Württemberg.

## Lage
Das Schutzgebiet befindet sich südlich von Bissingen, einem Stadtteil von Herbrechtingen. Es liegt im Staatswald Langenau in der Abteilung 5 des Distrikts 18 „Frauenholz“ und umfasst auf Gemarkung Rammingen, Gemeinde Rammingen das Flurstück 566 sowie einen Teil des Flurstücks 526.
Der Schonwald liegt vollständig im Landschaftsschutzgebiet Mittleres Lonetal und er ist Teil vom FFH-Gebiet Giengener Alb und Eselsburger Tal. Nördlich liegt der Schonwald Lonetal, der vom aktuellen Schonwald vom Tal der Lone getrennt ist.

## Vegetation
Im Schonwald kommen laut Waldbiotopkartierung die folgenden Pflanzen vor:
Spitzahorn, Berg-Ahorn, Wolfs-Eisenhut, Giersch, Buschwindröschen, Gelbes Windröschen, Aronstab, Gewöhnliche Haselwurz,
Braunstieliger Streifenfarn, Gemeine Hainbuche, Berg-Flockenblume, Maiglöckchen, Hohler Lerchensporn, Zweigriffeliger Weißdorn,
Zerbrechlicher Blasenfarn, Echter Wurmfarn, Mandelblättrige Wolfsmilch, Rotbuche, Scharbockskraut, Gemeine Esche, Gewöhnliche Goldnessel,
Ruprechtskraut, Gefleckte Taubnessel, Frühlingsknotenblume, Moschuskraut, Zittergras-Segge, Gemeine Hasel, Wald-Erdbeere,
Wald-Gelbstern, Türkenbund, Pfirsichblättrige Glockenblume, Nesselblättrige Glockenblume, Wald-Labkraut, Leberblümchen, Wald-Bingelkraut,
Mauerlattich, Wald-Sauerklee, Hain-Rispengras, Schwarzer Holunder, Sommerlinde, Wolliger Schneeball.

## Schutzzweck
Der Schutzzweck des Schonwalds ist gemäß Schutzgebietsverordnung
- die Erhaltung und Entwicklung naturnaher Laubwaldgesellschaften an Hangstandorten mit Übergängen in Steilhang-, Schlucht- und Felsbereiche, v. a. Kleebwald, Ahorn-Ulmenwald, Ahorn-Eschenwald, Ahorn-Lindenwald mit Leucojum vernum, Corydalis cava, Lunaria rediviva, Chrysosplenium alternifolium, Gagea lutea etc.

## Betreuung
Wissenschaftlich betreut wird der Schonwald durch die Forstliche Versuchs- und Forschungsanstalt Baden-Württemberg (BVA).